# Alexander Dobrindt
Alexander Dobrindt (ur. 7 czerwca 1970 w Peißenbergu) – niemiecki polityk, działacz Unii Chrześcijańsko-Społecznej (CSU), deputowany do Bundestagu, w latach 2013–2017 minister transportu w trzecim rządzie Angeli Merkel, od 2025 minister spraw wewnętrznych w rządzie Friedricha Merza. 

## Życiorys
W 1989 ukończył szkołę średnią w Weilheim in Oberbayern, a w 1995 socjologię na Uniwersytecie Ludwika i Maksymiliana w Monachium. Zawodowo pracował jako menedżer.
W 1986 jako uczeń wstąpił do Junge Union, młodzieżówki CDU i CSU. Cztery lata później został członkiem CSU. Od 1996 do 2011 był radnym w Peißenbergu, od 1996 wybierany do rady powiatu Weilheim-Schongau. W 2009 stanął na czele powiatowych struktur CSU, zaś w latach 2009–2013 pełnił funkcję sekretarza generalnego swojego ugrupowania.
W wyborach w 2002 po raz pierwszy uzyskał mandat posła do Bundestagu. Z powodzeniem ubiegał się o reelekcję w 2005, 2009, 2013, 2017, 2021 i 2025.
W grudniu 2013 dołączył do rządu Angeli Merkel jako minister transportu i infrastruktury cyfrowej. W październiku 2017 ustąpił z funkcji ministra w związku z objęciem stanowiska przewodniczącego podgrupy CSU w Bundestagu. W maju 2025 został powołany na stanowisko ministra spraw wewnętrznych w rządzie Friedricha Merza.